# Pézilla-la-Rivière
Pézilla-la-Rivière là một xã ở tỉnh Pyrénées-Orientales trong vùng Occitanie, phía nam nước Pháp. Xã này nằm ở khu vực có độ cao trung bình 62 mét trên mực nước biển.